# Surface agricole utilisée
Pour les articles homonymes, voir SAU et Surface.

Évolution de la superficie mondiale des terres agricoles exploitées depuis 1600.

La surface agricole utilisée (SAU) est un instrument statistique destiné à évaluer la surface foncière déclarée par les exploitants agricoles comme utilisée par eux pour la production agricole, différente de la SAT (surface agricole totale).
Selon la FAO, les terres cultivées sont « les terres dont au moins 30 % de la superficie est soumis à l'agriculture ou à la production animale ».
La SAU est composée des :
- terres arables (grandes cultures, cultures maraîchères, arboriculture, les cultures fourragères, prairies artificielles…) ;
- surfaces toujours en herbe (prairies permanentes, alpages) ;
- cultures pérennes (vignobles, vergers…) ;
- les jardins familiaux des agriculteurs.

Elle n'inclut pas les bois et forêts. Elle comprend en revanche les surfaces en jachère, c’est-à-dire les terres retirées de la production (gel des terres). Ces terres sont comprises dans les terres arables.

## Interprétation statistique
Pour chaque exploitation, la SAU est affectée à la commune du siège de l'exploitation agricole, mais une exploitation peut déclarer des terres éclatées sur plusieurs communes. La SAU des exploitations des communes littorales ne correspond donc pas à la SAU des communes littorales.

## SAU au niveau du globe

### Répartition générale et évolution

Depuis des siècles, la superficie des terres cultivées par habitant à l'échelle de la planète a augmenté dans la même proportion que la croissance démographique. Elle baisse de manière constante depuis 1960. Or, durant cette même période, les niveaux de nutrition se sont considérablement améliorés et les prix réels des produits vivriers ont baissé. Ce paradoxe s'explique parce que, durant cette même période, la croissance de la productivité a réduit cette superficie de terre cultivée par habitant.

Sur l’ensemble de la surface terrestre (environ 51 milliards d’hectares), la SAU représente 4,9 milliards d’ha (38 % des 13 milliards d’ha de terres émergées), répartie en :
- 3,3 milliards d’ha de prairies et pâturages permanents ;
- 1,6 milliard d’ha en terres arables (cultures annuelles et permanentes (en), dont 0,3 milliard d’ha de terres irriguées) ;
- 140 millions d’ha en plantations diverses (vergers, palmiers, vignes, plantes aromatiques, thé, café…).

En 1961, il y avait 0,45 hectare de terre cultivée pour alimenter une personne . En 2011, grâce à la croissance de la productivité (rendue possible par l'augmentation des rendements agricoles et de l'intensité culturale)), cette superficie s'est réduite à  0,20 hectare.
Malgré des défrichements importants au Brésil, en Afrique ou en Indonésie (environ 12 à 13 millions d’ha/an), la superficie des terres arables reste globalement à peu près constante depuis 1970. Les terres cultivées régressent de 11 à 12 millions d’ha par an. Les gains dus à la déforestation équivalent aux pertes causées par la régression et dégradation des sols, la salinisation des terres dans les régions irriguées et l'extension de la périurbanisation.

### Usages et productions
Un quart de la SAU mondiale est « gaspillé ». Pas moins de 1,3 milliard de tonnes d'aliments comestibles sont perdues ou gaspillées chaque année, selon un rapport de la FAO en 2013. Ce gaspillage mobilise 1,4 milliard d'hectares de terres, soit 28 % des surfaces agricoles de la planète et rejette dans l'atmosphère 3,3 milliards de tonnes de CO2.

## SAU et prix du foncier
Plus la demande est forte sur le foncier agricole, plus les prix montent. À titre d'exemple, en Allemagne, en 2006, le prix moyen d’un hectare de terre arable a atteint 8 900 €/ha (allant selon les régions de moins de 2 700 €/ha dans l'ancienne RDA à 24 300 €/ha en Bavière, et 26 000 €/ha en 2006 en Rhénanie du Nord-Westphalie). La part de la SAU en agriculture biologique a atteint 5,1 % en 2007, mais la demande reste très supérieure à l'offre.
En Espagne, le coût de location à l'hectare est passé d'une moyenne de 120 €/ha en 1998 à 165 € en 2006 (soit +37,5 % en € courants et +1,6 % en € constants), et selon le Ministère de l'environnement, du milieu rural et marin (MARM), le prix moyen des terres agricoles est passé de 6 125 €/ha en 1998, à 11 070 €/ha en 2007, soit une augmentation de 81 % en euros courants, et de 29 % en euros constants.
En Bulgarie, fin 2007, l'hectare se vendait de 750 à 1 500 € selon la région, contre 200 à 750 €/ha entre 1991 et 2001. Le fermage s’élevait entre 60 et 100 €/ha en 2007 et il pourrait atteindre 150 à 175 €/ha en 2010 selon les experts. En 2014, les acheteurs étrangers non résidents pourront acheter des terres bulgares, avec le risque d'encore déstructurer le marché foncier local.
En Belgique, il n'est pas rare de voir des bonnes terres partir pour plus de 50 000 €/ha.

## En France
La SAU française[réf. obsolète] représente environ 27 millions d'hectares, soit environ la moitié (49 %) du territoire national. Elle se répartit en terres arables pour 62 %, en surfaces toujours en herbe pour 34 % et en cultures pérennes pour 4 %. Cette surface totale se décompose en :
- Terres arables (18,4 millions d'ha) dont céréales (9,4), prairies temporaires et fourrages annuels (4,9), oléagineux (2,3), autres cultures annuelles (1,3) et jachères (0,5) ;
- Cultures permanentes : vergers, vignes (1) ;
- Prairies permanentes (7,7) ;
- Autres surfaces agricoles utilisées hors exploitation (1,9) dont prairies collectives et hors champ (1,8) jardins et vergers familiaux (0,1).

Cette surface est en baisse continue à cause de l'augmentation des surfaces boisées et surtout artificialisées (environ 3,4 millions d'hectares de surfaces bâties, revêtues ou rendues impropres à la culture):
- Le non-bâti (0,8 million d'ha) correspond à des surfaces comme les chantiers, carrières, cours, jardins d'agrément, terrains vagues, cimetières) ;
- Les sols revêtus (1,7 million d'ha) sont les parkings et les routes ;
- Les sols bâtis (0,9 million d'ha) reçoivent de nouvelles constructions.

Le rythme d'artificialisation ne cesse de progresser à une cadence croissante depuis le début des années 2000. Cette pression s'exerce au détriment des milieux semi-naturels mais surtout de la surface agricole utile qui rétrograde depuis longtemps du fait des mutations agricoles. Les surfaces réputées plus difficiles à cultiver étant abandonnées au profit des forêts.
La SAU moyenne par exploitation agricole est passée en France de 42 hectares (1998) à 71 hectares (2005). La moyenne est de 110 hectares pour les exploitations de grande culture (+11 ha par rapport à 2000), 80 pour les élevages bovins (+9 ha).
Pour les exploitations ayant leur siège dans une commune littorale, la régression a été de 25 % en 40 ans environ, avec une perte de SAU la plus forte sur le littoral méditerranéen continental, dans le Nord-Pas-de-Calais, en Poitou-Charentes et en Bretagne où l'urbanisation du littoral et localement la création de routes ou d'autoroutes ont été importants. Le rythme d'urbanisation a diminué depuis 1970, mais il tend à augmenter sur les communes arrière-littorale.